# 川島信太郎
川島 信太郎（かわしま のぶたろう、1880年（明治13年）3月14日 - 1957年（昭和32年）8月7日）は、日本の外交官。駐ギリシャ公使。

## 経歴
京都府出身。1907年（明治40年）に東京高等商業学校専攻部（現在の一橋大学）を卒業し、外交官及領事官試験に合格した。諸井六郎領事や、阿部守太郎参事官の下で、日米通商航海条約（小村条約）の改正に向けた調査にあたったのち、1912年（大正元年）からアメリカ合衆国在勤。
領事官補、外交官補、大使館三等書記官、同二等書記官、外務事務官・書記官、同参事官を歴任。1924年（大正13年）、ハンブルク総領事に就任した。1927年（昭和2年）、駐ギリシャ公使に任命され、駐アルバニア公使も兼ねた。
外務省本省で戦時戦後条約改正にあたり、日本学術振興会委員となり条約改正書類編纂事業に従事した。1936年に退官した後は上田貞次郎学長から特別依嘱を受け母校東京商科大学（現在の一橋大学）講師（商業政策）として教鞭を執るとともに、同大学調査部で条約史の編纂などにあたり、また日本学術振興会委員として条約関係書類編纂刊行を進めた。1954年には論文「通商条約と通商政策の変遷」により一橋大学経済学博士の学位を取得した。

## 著書
- 『非常時に於ける本邦貿易国策』（大阪貿易研究会、1936年）
- 『対大陸経済関係強化の沿革及其の解決策』（日本外交協会、1938年）
- 『本邦通商政策条約史概論』（巌松堂、1941年）